# Национальный трёхсторонний социально-экономический совет
 Национальный трехсторонний социально-экономический совет  (НТСЭС, Национальный совет) — постоянно действующий орган, который создается Президентом Украины для ведения социального диалога. В состав Национального совета входят по 20 представителей Кабинета Министров Украины, всеукраинских объединений организаций работодателей, всеукраинских профессиональных союзов и их объединений.
Национальный совет создан Указом Президента Украины от 2 апреля 2011 года № 347/2011 «О Национальном трехстороннем социально-экономическом совете» во исполнение требований Закона Украины «О социальном диалоге на Украине».

## Задачи
Основными заданиями Национального совета декларируются содействие согласованию позиций сторон социального диалога относительно путей развития социально-экономических и трудовых отношений, заключению соглашений по вопросам регуляции таких отношений; разработка и внесение Президенту Украины предложений по вопросам формирования и реализации государственной социально-экономической политики. НТСЭС должен стать основой стабильности государства, защитить интересы и работающего человека, и собственника бизнеса.

## История
Впервые была образована по предложению всеукраинских профсоюзов, объединений работодателей и Кабинета Министров Украины как консультативно-совещательный орган при Президенте Украины в соответствии с Указом Президента Украины от 29 декабря 2005 года № 1871 «О развитии социального диалога на Украине».
С целью ведения социального диалога на Украине Национальный трехсторонний социально-экономический совет во второй раз был образован Президентом Украины как постоянно действующий орган в соответствии с Законом о социальном диалоге Указом № 347 от 02 апреля 2011 года.

## Сопредседатели
Кулик Юрий Николаевич — глава Федерации профсоюзов Украины, Председатель Национального совета, Сопредседатель Национального совета от стороны профсоюзов.
Розенко Павел Валерьевич — министр социальной политики Украины. Глава Национального совета, в НТСЕР представляет сторону органов исполнительной власти.
Фирташ Дмитрий Васильевич — глава Федерации работодателей Украины, Сопредседатель Национального совета от всеукраинских объединений организаций работодателей.